# Temporada de ciclones no Pacífico Sul de 2008-2009
A temporada de ciclones no Pacífico sul de 2008-09 foi um evento no ciclo anual de formação de ciclones tropicais. A temporada começou em 1 de Novembro de 2008 e terminou em 30 de Abril de 2009. Estas datas delimitam convencionalmente o período de cada ano quando a maioria dos ciclones tropicais se forma no Oceano Pacífico sul a leste do meridiano 160°E. Além do mais, o plano de operações sobre ciclones tropicais define um "ano de ciclones tropicais" separado da "temporada de ciclones tropicais". Este "ano" começou em 1º de Julho de 2008 e terminará em 30 de Julho de 2009.
Os ciclones tropicais que se formam entre os meridianos 160°L e 120°O e entre a Linha do Equador e a latitude 25°S são monitorados pelo Centro Meteorológico Regional Especializado de Nadi, controlado pelo Serviço Meteorológico de Fiji. Os ciclones tropicais que se formam entre os mesmos meridianos citados acima e ao sul da latitude 25°S são monitorados pelo Centro de Aviso de Ciclone Tropical (CACT) em Wellington, Nova Zelândia.

## Tempestades

### Perturbação tropical 01F
Em 1 de Dezembro, o Centro Meteorológico Regional Especializado (CMRE) de Nadi, Fiji, notou a formação de uma área de perturbações meteorológicas meteorológicos a algumas centenas de quilômetros a leste-nordeste da Samoa Americana. Com isso, o CMRE de Nadi classificou o sistema para a perturbação tropical 01F.
No entanto, o sistema não conseguiu se desenvolver e o CMRE de Nadi o desclassificou para uma área de baixa pressão remanescente em 3 de Dezembro.

### Depressão tropical 02F
A mesma área de perturbações meteorológicos que continha a perturbação tropical 01F formou uma segunda perturbação ao sul da primeira, e o CMRE de Nadi classificou-o  para a perturbação tropical 02F em 3 de Dezembro. O sistema, seguindo para sudoeste, se fortaleceu ligeiramente, se tornando a primeira depressão tropical da temporada no Pacífico sul em 5 de Dezembro, a sudeste de Niue. Porém, o sistema não demonstrou sinais de organização e o CMRE de Nadi emitiu seu aviso final sobre o sistema assim que a depressão deixou a sua área de responsabilidade por cruzar o paralelo 25°S em 6 de Dezembro. A partir de então, o Centro de Aviso de Ciclone Tropical (CACT) de Wellington começou a emitir avisos regulares sobre o sistema.
No entanto, a depressão logo começou a rapidamente a se tornar um ciclone extratropical a nordeste da Nova Zelândia. Com isso, o CACT de Wellington deixou se considerar o sistema como um ciclone tropical em 7 de dezembro.

### Perturbação tropical 03F
Em 10 de dezembro, o CMRE de Nadi, Fiji, identificou a formação de uma perturbação tropical próxima às Ilhas Salomão. No entanto, o sistema não se desenvolveu e se degenerou num cavado aberto de baixa pressão durante a manhã (UTC) do dia seguinte.

### Depressão tropical 04F
Em 4 de janeiro, o Centro Meteorológico Regional Especializado (CMRE) de Nadi, Fiji, identificou a formação de uma perturbação tropical associado a uma zona de distúrbios meteorológicos a oeste de Vanuatu. No dia seguinte, o sistema se intensificou e se tornou a segunda depressão tropical da temporada. Após permanecer por alguns dias praticamente estacionário a noroeste da Nova Caledônia, a depressão começou a seguir rapidamente para leste e para sudeste sob a influência de um cavado de médias latitudes.
Seguindo rapidamente para sudeste, a depressão começou a sofrer transição extratropical assim que se fundia ao cavado de médias latitudes. Com isso, o CMRE de Nadi emitiu seu aviso final sobre o sistema durante a noite de 8 de janeiro.
As chuvas associadas à depressão causaram chuvas torrenciais em Fiji, principalmente na ilha de Viti Levu. As chuvas causaram severas enchentes e deslizamentos de terra naquele país, causando pelo menos 11 fatalidades.

### Depressão tropical 05F
Em 11 de janeiro, o Centro Meteorológico Regional Especializado (CMRE) de Nadi identificou a formação de uma depressão tropical associado à zona de convergência do Pacífico sul. Naquele momento, o sistema estava localizado ainda na área de responsabilidade do Centro de Aviso de Ciclone Tropical de Brisbane, Austrália. Seguindo para leste-sudeste, o sistema adentrou a área de responsabilidade do CMRE de Nadi logo depois, recebendo a designação "05F".
No entanto, mesmo sob condições meteorológicas razoáveis, a depressão não foi capaz de se intensificar e começou a se dissipar em 14 de janeiro. Com isso, o CMRE de Nadi emitiu seu aviso final sobre o sistema.

### Depressão tropical 06F
No final de 19 de janeiro, o Centro Meteorológico Regional Especializado (CMRE) de Nadi identificou a formação de uma perturbação tropical a noroeste do Arquipélago da Sociedade na Polinésia Francesa. Associado a um cavado de monção, o sistema mostrou sinais de organização e o CMRE de Nadi classificou o sistema para uma depressão tropical no dia seguinte.
No entanto, a depressão parou de se intensificar enquanto seguia para sudeste. Em 23 de janeiro, o sistema começou a mostrar sinais de transição extratropical e o CMRE de Nadi emitiu seu aviso final sobre o sistema.

### Depressão tropical 07F
Em 23 de janeiro, o Centro Meteorológico Regional Especializado (CMRE) de Nadi identificou a formação de uma perturbação tropical a sudeste da Samoa Americana. No dia seguinte, o sistema se tornou uma depressão tropical.
No entanto, mais tarde naquele dia, o sistema começou a sofrer transição extratropical e o CMRE de Nadi emitiu seu aviso final sobre o sistema em 25 de janeiro.

### Ciclone tropical Hettie
Uma área de perturbações meteorológicas que persistia ao norte de Fiji começou a mostrar sinais de organização em 24 de janeiro. Seguindo inicialmente para sudeste, o sistema continuou a se organizar lentamente, e o Centro Meteorológico Regional Especializado (CMRE) de Nadi, Fiji classificou o sistema para uma perturbação tropical no dia seguinte, atribuindo-lhe a designação "08F". O sistema continuou a se desenvolver naquele dia, e durante aquela noite (UTC), o CMRE de Nadi classificou o sistema como uma depressão tropical. Após um breve período de desorganização em 26 de janeiro, o sistema começou a se organizar continuamente. Com isso, o Joint Typhoon Warning Center (JTWC) emitiu um Alerta de Formação de Ciclone Tropical sobre o sistema durante as primeiras horas (UTC) de 27 de janeiro. O sistema continuou a se organizar lentamente no restante daquele dia. Durante a manhã (UTC) de 28 de janeiro, o sistema já apresentava organização suficiente para ser declarado pelo CMRE como o primeiro ciclone tropical pleno da temporada, que ganhou o nome "Hettie". Logo em seguida, o JTWC também classificou o sistema para um ciclone tropical significativo e lhe atribuiu a designação "11P". A partir de então, Hettie começou a seguir para sul e sul-sudoeste, entre Fiji e Tonga. As condições meteorológicas desfavoráveis impediram a intensificação do ciclone, que atingiu seu pico de intensidade ainda naquele dia, com ventos máximos sustentados de 65 km/h.
A partir de então, Hettie começou a se enfraquecer continuamente. O JTWC emitiu seu aviso final sobre o sistema durante as primeiras horas da madrugada (UTC) de 29 de janeiro, enquanto que o CMRE de Nadi desclassificou Hettie para uma depressão tropical ainda durante aquela manhã (UTC). Já enfraquecido, o sistema começou a ter contato com a zona baroclínica e começou a sofrer transição extratropical. Com isso, o CMRE de Nadi emitiu seu aviso final sobre o sistema no começo daquela noite (UTC).
Não foram relatados grandes impactos associados aos efeitos de Hettie. Apenas a ilha de Rotuma, Fiji, recebeu chuva moderada associada ao ciclone; sua estação meteorológica registrou precipitação acumulada de 55,8 mm em 24 horas.

### Depressão tropical 09F
Uma área de perturbações meteorológicas que persistia ao sul das Ilhas Salomão começou a mostrar sinais de organização em 1 de fevereiro. Imediatamente, o Centro Meteorológico Regional Especializado (CMRE) de Nadi classificou o sistema para uma perturbação tropical. Ainda naquela noite (UTC), o CMRE de Nadi classificou a perturbação para uma depressão tropical, atribuindo-lhe a designação "09F".
No entanto, o sistema não foi capaz de se organizar devido às condições meteorológicas desfavoráveis assim que seguia para sul. Em 5 de fevereiro, a depressão entrou em contato com a zona baroclínica assim que passava a sudoeste da Nova Caledônia e começou a adquirir características extratropicais. Com isso, o CMRE de Nadi emitiu seu aviso final sobre o sistema.

### Ciclone tropical Innis
Uma área de perturbações meteorológicas entre Fiji e Vanuatu começou a mostrar sinais de organização em 13 de fevereiro. Imediatamente, o Centro Meteorológico Regional Especializado (CMRE) de Nadi classificou o sistema para a perturbação tropical 10F, e classificou o sistema para uma depressão tropical no dia seguinte. O sistema continuou a se organizar lentamente, e se tornou o ciclone tropical "Innis" em 17 de fevereiro, assim que atingia a Nova Caledônia. A partir de então, a tendência de intensificação do ciclone foi interrompida pela piora das condições meteorológicas. Com isso, Innis logo alcançou seu pico de intensidade, com ventos máximos sustentados de 75 km/h, segundo o Joint Typhoon Warning Center (JTWC), ou 65 km/h, segundo o CMRE de Nadi, e uma pressão central mínima de 990 mbar.
A partir de então, Innis começou a se enfraquecer rapidamente devido às condições meteorológicas desfavoráveis, e se tornou um ciclone extratropical assim que entrou em contato com a zona baroclínica e com águas mais frias. Ao mesmo tempo, o sistema adentrou a área de responsabilidade do Centro de Aviso de Ciclone Tropical (CACT) de Wellington, Nova Zelândia, que emitiu seu aviso final sobre o sistema durante as primeiras horas da madrugada (UTC) de 18 de fevereiro. O JTWC fez o mesmo horas depois.
O ciclone causou apenas danos mínimos em algumas ilhas do Oceano Pacífico sul. Nenhum incidente mais sério foi relatado em associação aos efeitos do ciclone Innis durante a sua passagem por Vanuatu e pela Nova Caledônia.

### Ciclone tropical Joni
Uma área de perturbações meteorológicas que persistia a nordeste das Ilhas Cook começou a mostrar sinais de organização em 9 de março. Estando numa área com excelentes condições meteorológicas, o sistema rapidamente se consolidou, e o JTWC emitiu um Alerta de Formação de Ciclone Tropical (AFCT) em 10 de março. O sistema continuou a se organizar durante aquele dia, e o CMRE de Nadi classificou o sistema para uma depressão tropical, e lhe atribuiu a designação 11F. Mesmo estando numa região com condições meteorológicas favoráveis, a perturbação não foi capaz de se organizar rapidamente. Porém, o JTWC manteve o AFCT no dia seguinte. Horas depois, o JTWC classificou o sistema para um ciclone tropical significativo e lhe atribuiu a designação "20P". O CMRE de Nadi também classificou a depressão para o terceiro ciclone tropical significativo da temporada ainda ao meio-dia (UTC) de 11 de março, e lhe atribuiu o nome "Joni". Joni continuou a se intensificar gradualmente durante aquele dia, e o CMRE de Nadi classificou Joni para um ciclone de categoria 2 na escala australiana durante o início da manhã (UTC) de 12 de março.
Seguindo para sul, Joni deixou a área de responsabilidade do CMRE de Nadi para adentrar à área de responsabilidade do CACT de Wellington durante o início da noite (UTC) de 12 de março. Naquele momento, Joni atingiu seu pico de intensidade, com ventos máximos sustentados de 100 km/h. A partir de então, Joni começou a se enfraquecer gradualmente assim que as condições meteorológicas ficaram mais desfavoráveis. Durante a noite (UTC) de 13 de março, Joni começou a interagir com a zona baroclínica e começou a se tornar um ciclone extratropical. Com isso, o JTWC emitiu seu aviso final sobre o sistema ainda naquela noite, enquanto que o CACT de Wellington também desclassificou Joni para um ciclone extratropical remanescente e também emitiu seu aviso final sobre o sistema durante as primeiras horas da madrugada de 14 de março.

### Ciclone tropical Ken
Uma área de perturbações meteorológicas que persistia a noroeste das Ilhas Cook começou a mostrar sinais de organização em 15 de março. Logo em seguida, o CMRE de Nadi classificou o sistema para uma perturbação tropical. Estando numa região com ótimas condições meteorológicas, o sistema se consolidou rapidamente com a formação de novas áreas de convecção profunda. Com isso, o JTWC emitiu um Alerta de Formação de Ciclone Tropical (AFCT) ainda em 16 de março. Ainda durante a noite (UTC) de 16 de março, o CMRE de Nadi classificou o sistema para uma depressão tropical e lhe atribuiu a designação "12F". Com a contínua organização do sistema, o CMRE de Nadi classificou a depressão para um ciclone tropical significativo durante a manhã (UTC) de 17 de março, e lhe atribuiu o nome "Ken". O JTWC também classificou o sistema para um ciclone tropical significativo mais tarde naquele dia, e lhe atribuiu a designação "21P".
A organização geral do sistema manteve-se o mesmo após a formação de Ken. Porém, o aumento da organização do sistema resultou na sua intensificação, e o CMRE de Nadi classificou Ken para um ciclone de categoria 2 na escala australiana em 18 de março. Seguindo para sul-sudeste através da periferia oeste de uma alta subtropical, Ken deixou a área de responsabilidade do CMRE de Nadi para adentrar na área de responsabilidade do CACT de Wellington ainda durante a noite (UTC) de 18 de março. A partir de então, Ken começou a se desorganizar assim que começou a entrar em contato com a zona baroclínica, e começou a se tornar um ciclone extratropical. Mesmo se tornando um ciclone extratropical, Ken voltou a se intensificar, e voltou a ser um ciclone de categoria 2 na escala australiana durante a noite (UTC) de 19 de março, quando atingiu seu pico de intensidade, com ventos máximos sustentados de 85 km/h, segundo o JTWC, ou 95 km/h, segundo o CACT de Wellington. Logo depois, a formação de uma frente fria em associação ao ciclone indicou que a transição de Ken para um ciclone extratropical tinha se completado, e tanto o JTWC quanto o CACT de Wellington emitiram seus avisos finais sobre o sistema ainda em 19 de março.

### Ciclone tropical Jasper
O ciclone tropical Jasper deixou a área de responsabilidade do CACT de Brisbane para adentrar à área de responsabilidade do CMRE de Nadi durante a manhã (UTC) de 24 de março, já com ventos máximos sustentados de 100 km/h, ou intensidade de categoria 2 na escala australiana. Porém, Jasper começou a se enfraquecer rapidamente assim que começou a ser impactado pelo forte cisalhamento do vento, que deslocou praticamente todas as áreas de convecção profunda associadas ao sistema no quadrante sudeste do sistema. Com isso, o CMRE de Nadi desclassificou Jasper para um ciclone de categoria 1 durante o início da madrugada (UTC) de 25 de março. O forte cisalhamento do vento persistiu, e Jasper continuou a se enfraquecer rapidamente. Com isso, tanto o CMRE de Nadi quanto o JTWC emitiram seus avisos finais sobre o sistema ainda em 25 de março.

### Ciclone tropical Lin
Uma área de perturbações meteorológicas ao norte das Ilhas Fiji, começou a mostrar sinais de organização durante a manhã de 27 de março. Porém, devido às condições meteorológicas desfavoráveis, o sistema não se desenvolveu. No entanto, em 31 de março, o sistema já estava suficientemente organizado para ser declarado como a depressão tropical 14F pelo CMRE de Nadi. O sistema continuou a se organizar, e em 3 de abril, o CMRE de Nadi classificou a depressão para um ciclone tropical significativo, atribuindo-lhe o nome Lin. O JTWC também classificou o sistema para um ciclone tropical significativo durante a madrugada de 4 de abril, atribuindo-lhe a designação "25P". Lin continuou a se fortalecer assim que seguia para sul, e atingiu seu pico de intensidade durante a madrugada de 5 de abril, ao largo da costa de Fua'amotu, Tonga, com ventos máximos sustentados de 85 km/h, segundo o JTWC, ou 110 km/h, segundo o CMRE de Nadi.
A partir de então, Lin começou a se enfraquecer rapidamente assim que encontrou forte cisalhamento do vento associado a um cavado de médias latitudes e à zona baroclínica associada, que iniciou o processo de transição extratropical do ciclone. Com isso, o JTWC emitiu seu aviso final sobre o sistema durante a tarde de 5 de abril. Logo depois, o CMRE de Nadi também emitiu seu aviso final assim que Lin deixou a sua área de responabilidade para adentrar a área de responsabilidade do CACT de Wellington, que desclassificou imediatamente Lin para um ciclone extratropical remanescente.
Voos com partida ou chegada em Suva capital de Fiji foram cancelados durante a passagem da tempestade. O governo de Fiji também recomendou para os pescadores para que não saíssem para o mar aberto devido à forte ondulação. As autoridades em Tonga recomendaram para os residentes em áreas costeiras para que procurassem áreas mais seguras, devido ao risco da maré de tempestade.
Em algumas ilhas de Fiji, a tempestade provocou ventos fortes, que derrubaram árvores e destelharam algumas residências. O ciclone também provocou chuvas torrenciais no arquipélago. Porem, nenhum dano foi relatado em associação a possíveis enchentes. Em 4 de abril, Lin passou diretamente sobre Tonga, com ventos de mais de 110 km/h, e chuvas fortes. A estação meteorológica de Fua'amotu registrou a menor pressão atmosférica de sua história, 987 mbar. Naquele arquipélago, Lin causou a queda de alguns postes de transmissão de eletricidade, além de danificar algumas residências. Houve, também, pequenas enchentes em Nuku'alofa. A maior parte do fornecimento de eletriicidade para Tonga teve que ser interrompido. Estradas de acesso também foram bloqueados devido a árvores caídas e às enchentes. Vários outdoors no país foram destruídos. Plantações daquele país foram afetados, mas nenhuma pessoa foi ferida como consequência dos efeitos de Lin em Tonga.

### Perturbação tropical 15R
Uma área de perturbações meteorológicas próxima às Ilhas Salomão foi classificada para a perturbação tropical 15F pelo CMRE de Nadi em 8 de abril. Porém, devido às condições meteorológicas desfavoráveis, o sistema não foi capaz de se desenvolver, e o CMRE de Nadi emitiu seu último aviso sobre o sistema no dia seguinte.

## Cronologia
O gráfico abaixo mostra de forma clara a duração e a intensidade de cada ciclone tropical:

## Nomes das tempestades
Áreas de baixa pressão de escala sinótica que se formam sobre águas quentes são nomeados a qualquer momento, desde que análises via Técnica Dvorak indiquem ventos fortes perto do centro do sistema. Diferentemente do padrão atlântico, um sistema tropical não nomeado poderá ter ventos fortes em um ou mais quadrantes, mas nunca perto do centro.
Ciclones tropicais que se formam entre os meridianos entre 160°L e 120°W são monitorados pelo Serviço Meteorológico de Fiji (SMF). Nunca foi observado a formação de um ciclone tropical a leste do meridiano 120°O e a costa oeste da América do Sul. Se futuramente um ciclone tropical se formar nesta região, é incerto como ele será monitorado. Os nomes dos ciclones são dados em listas seqüenciais. O primeiro nome a ser utilizado nesta temporada é Hettie.
| - Hettie - Innis - Joni - Ken - Lin - Mick (Sem usar) | - Nisha (Sem usar) - Oli (Sem usar) - Pat (Sem usar) - Rene (Sem usar) - Sarah (Sem usar) | - Tomas (Sem usar) - Usha (Sem usar) - Vania (Sem usar) - Wilma (Sem usar) - Yasi (Sem usar) - Zaka (Sem usar) |

Além disso, o nome "Jasper" foi usado para dar continuidade a um ciclone já dotado de nome proveniente da região da Austrália.

## Efeitos sazonais
Esta é uma tabela de todas as tempestades na temporada de ciclones da região australiana de 2008-09. Ele menciona todas as tempestades da temporada e seus nomes, duração, intensidades de pico, danos e totais de mortes. As mortes entre parênteses são adicionais e indiretas (um exemplo de morte indireta seria um acidente de trânsito), mas ainda estavam relacionadas a essa tempestade. Danos e mortes incluem totais enquanto a tempestade foi extratropical, uma onda ou uma baixa, e todos os números de danos estão em 2009 USD.
| Nome                | Datas ativo                 | Classificação máxima         | Velocidade de vento sustentados | Pressão              | Áreas afetadas          | Danos (USD)     | Fatalidades  | Refs                 |
| ------------------- | --------------------------- | ---------------------------- | ------------------------------- | -------------------- | ----------------------- | --------------- | ------------ | -------------------- |
| 01F                 | 1 de dezembro – 2           | Distúrbio tropical           | Não definido                    | 1006 hPa (29.7 inHg) | Nenhum                  | Nenhum          | Nenhum       |                      |
| 02F                 | 3 de dezembro – 7           | Depressão tropical           | Não definido                    | 1004 hPa (29.6 inHg) | Sul das Ilhas Cook      | Nenhum          | Nenhum       |                      |
| 03F                 | 10 de dezembro              | Depressão tropical           | Não definido                    | 1001 hPa (29.6 inHg) | Nenhum                  | Nenhum          | Nenhum       |                      |
| 04F                 | 4 de janeiro – 14           | Depressão tropical           | Não definido                    | 1001 hPa (29.6 inHg) | Vanuatu, Fiji           | $64 200 000     | 12           |                      |
| 05F                 | 11 de janeiro – 14          | Depressão tropical           | Não definido                    | 999 hPa (29.5 inHg)  | Vanuatu, Fiji           | $64 200 000     | 12           |                      |
| 06F                 | 19 de janeiro – 23          | Depressão tropical           | Não definido                    | 1005 hPa (29.7 inHg) | Nenhum                  | Nenhum          | Nenhum       |                      |
| 07F                 | 23 de janeiro – 25          | Depressão tropical           | Não definido                    | 1006 hPa (29.7 inHg) | Nenhum                  | Nenhum          | Nenhum       |                      |
| Hettie              | 24 de janeiro – 31          | Ciclone tropical categoria 1 | 65 km/h (40 mph)                | 995 hPa (29.4 inHg)  | Nenhum                  | Nenhum          | Nenhum       | [ 84 ]               |
| 09F                 | 1 de fevereiro – 5          | Depressão tropical           | 55 km/h (35 mph)                | 998 hPa (29.5 inHg)  | Nova Caledónia          | Desconhecido    | Desconhecido |                      |
| Innis               | 13 de fevereiro – 18        | Ciclone tropical categoria 1 | 75 km/h (45 mph)                | 990 hPa (29 inHg)    | Vanuatu, Nova Caledónia | Menor           | 1            | [ 84 ] [ 85 ] [ 86 ] |
| Joni                | 10 de março – 14            | Ciclone tropical categoria 2 | 95 km/h (60 mph)                | 980 hPa (29 inHg)    | Ilhas Cook              | Menor           | Desconhecido | [ 84 ]               |
| Ken                 | 16 de março – 19            | Ciclone tropical categoria 2 | 95 km/h (60 mph)                | 985 hPa (29.1 inHg)  |                         | Desconhecido    | Nenhum       | [ 84 ]               |
| Jasper              | 24 de março – 30            | Ciclone tropical categoria 2 | 100 km/h (60 mph)               | 980 hPa (29 inHg)    | Nova Caledónia          | Menor           | Nenhum       | [ 84 ]               |
| Lin                 | 31 de março – abril 7       | Ciclone tropical categoria 2 | 110 km/h (70 mph)               | 975 hPa (28.8 inHg)  | Fiji, Tonga             | Menor           | Nenhum       | [ 84 ]               |
| 15F                 | 7 de abril – 10             | Distúrbio tropical           | 35 km/h (25 mph)                | 1004 hPa (29.6 inHg) | Nenhum                  | Nenhum          | Nenhum       |                      |
| Totais da temporada |                             |                              |                                 |                      |                         |                 |              |                      |
| 15 sistemas         | 1 de dezembro – 10 de abril |                              | 110 km/h (70 mph)               | 975 hPa (28.81 inHg) |                         | $64 200 920 0 $ | 13           |                      |